# Antonio Berté
Antonio Berté (Napoli, 6 agosto 1936 – Napoli, 17 luglio 2009) è stato un pittore italiano.

Antonio Berté a Torre Caselli, la firma dell'artista sulla facciata, circa 1970.

Giornalista pubblicista, laureato in Lettere Classiche. Sin da bambino ha sempre sentito un amore per l'arte ed una "vocazione" per la pittura. Dopo essersi affermato negli anni 60, dagli inizi degli anni 70, già amato dal pubblico e ben accetto alla critica, comincia a diffondere la sua arte approfondendo e portando avanti un suo discorso originale, la sua pittura diviene sempre più descrizione ed interpretazione di alti momenti di letteratura, musica e teatro. Questo avviene per mezzo di grandi cicli tematici dedicati a Federico García Lorca (1970 e 1990), Alessandro Manzoni (1973), Kafka (1974), Eduardo e Pirandello (1980), La Morte di Pietra (1981) (ciclo dedicato al terremoto dell'Irpinia nel 1980), La Sabbia del Tempo (1984) (ciclo dedicato a Salvatore Di Giacomo), Leopardi (2006).
Alla base della sua pittura vi è la disamina del disagio esistenziale dell'uomo. Protagonista l'omonimo "Omino" Kafkiano, o il cosiddetto ormai "Omino di Berté".

## I primi anni

Antonio Berté e Massimo Campigli a Milano nei primi anni 70.

Antonio Berté, nasce a Napoli il 6 agosto del 1936 ma all'anagrafe è dichiarato il 10 agosto 1936. Poiché adorava la sua famiglia, la moglie ed i figli, poi i suoi nipoti, festeggiava quando tutti potevano essere presenti. Figlio di Giuseppe Berté, Capitano di Lungo corso, insegnante presso l'allora Scuola Navale dell'Istituto di Portici, Scuola Parificata Cristo Re, ed Anna Stanziano. Antonio, detto "Tonino" in famiglia, era il primo di quattro fratelli, dopo di lui Gianni anche lui pittore conosciuto con lo pseudonimo di Giamberti, Rita, Concetta, detta "Titina". La famiglia ha origini calabre e sicule. Il ceppo è tra Reggio e Messina. La provenienza è francese. Antonio era nipote di un altro Giuseppe Berté, "zio Peppino", padre di Mia Martini, Domenica Rita Adriana Bertè, che amava e stimava come cantante e come donna.
A Napoli il giovane pittore vive nella zona dell'Infrascata, quartiere popolare nelle adiacenze di via Salvator Rosa, tra Materdei e il Vomero. Adolescente frequenta gli studi dei maestri Vincenzo Vivo e Francesco di Marino quest'ultimo definito da Antonio Berté < Uomo buono e vero pittore >. Parlerà di lui nella Sabbia del Tempo, opera dedicata a Salvatore Di Giacomo. Francesco Galante è un altro maestro spesso citato. Tra i maestri napoletani a cui era particolarmente legato vi erano Raffaele Barscigliè e Alfonso Grassi; ad entrambi resterà vicino fino alla loro scomparsa. Tiene la sua prima personale a 16 anni nella sacrestia della Chiesa dei Notari a Salvator Rosa. Diplomatosi, appena ventenne, comincia ad insegnare nel riformatorio Carlo III ed ancora in vari brefotrofi della Campania. Scrive il critico Salvatore di Bartolomeo -In questo periodo, il dramma dell'uomo diventa insegnamento di vita e si forma l'animo dell'artista-. Nel 1960 sposa Livia Langella. Dal loro matrimonio nasceranno tre figli Anna Stella, Giuseppe, Pia.

## L'affermazione

Antonio Berté e Renato Guttuso a Palermo nel 1982.

Dal 1960 al 1970, Berté si afferma come artista. Quegli anni sono ricchi di mostre, premi, riconoscimenti ed attestati in Italia tra i quali: il primo premio città di Napoli con il dipinto Bove al lavoro (1966), la medaglia d'oro al Premio Paestum dell'EPT di Salerno per la pittura (1966); il premio nazionale di pittura Cavalleggeri Aosta medaglia d'argento per l'opera Porto d'Ancona; nel 1970 è "Pittore dell'Anno" e vince il "Trofeo Italia" per la pittura; si aggiudica poi il "Maggio Romano" con la medaglia d'oro dell'Accademia di S.Marco; nel 1971 con il ciclo I Superstiti si guadagna nuovamente il premio "Pittore dell'Anno"; sempre per I Superstiti riceve da Paolo VI la Medaglia d'oro; nel 1972 l'Oscar per la pittura e ancora il "Trofeo Italia".
Dal 58 ai primi anni 70 le personali si svolgono a Roma (Galleria Antares), Napoli (Galleria La Barcaccia), Lecce (Galleria Il Sedile), Foggia (Palazzetto delle Arti e Galleria Marconi), Taranto (Galleria Cassano), Firenze (Galleria Michelangelo), Palermo (Galleria del Banco di Sicilia), Catanzaro (Galleria Mattia Preti), Lamezia Terme (Galleria Terina), Varese (Galleria La Bilancia), Merano (Galleria L'Ancora), Salerno (Galleria Castellano), Cosenza (Galleria La Bussola), Jesi (Galleria La Cornice), Matera (Galleria Scaletta), Cagliari (Galleria Porta d'Oro), Milano (Galleria Schettini 2) dove per la prima volta incontra Massimo Campigli, di cui amava il ricordo. Infatti due sono i personaggi che hanno accompagnato sempre, le sue personali e i libri collegati ai cicli pittorici, Massimo Campigli e Renato Guttuso. Estimatore della musica classica e dell'antica canzone napoletana, amico dei grandi maestri Roberto Murolo, Nunzio Gallo, Carlo Missaglia e tanti altri. Spesso ha illustrato le copertine dei loro album o talvolta composto parole per la musica. Nel 1967 e nel 1969 ha illustrato per televisione canzoni del Festival della Canzone Napoletana vincendo il primo premio del concorso di pittura collegato con il quadro della canzone Freva 'e gelusia (1967).

## Torre Caselli

Torre Caselli, villa di campagna dei marchesi Caselli ai Colli Aminei. La firma A. Berté è ancora oggi visibile sul muro sotto la torre centrale.

Nel 1969 trasferisce l'abitazione e lo studio a Torre Caselli, villa di campagna dei Marchesi Caselli, nella zona dei Colli Aminei.
Quel luogo diventerà un Cenacolo dell'arte e della Cultura vi saranno ospiti tra gli altri Domenico Rea, Michele Prisco, Emilio Notte, Vittorio Como, Aldo De Francesco, Nello Pandolfi, Aldo Angelini, Amedeo Clarizia, Alfredo Schettini, Antonio e Rosalba Pecci, Roberto Murolo, Nunzio Gallo, Albino Froldi, Gabriele Zambardino, Carmine Vitagliano, Gaetano Palisi, Aristide La Rocca, A. Cantalamessa, Michele Loria, Silvio Mastrocola, sarà proprio l'amico Silvio a tenere il discorso commemorativo organizzato, dalla famiglia, nella sala di S.Chiara a Napoli, il 17/10/2009, a tre mesi dalla scomparsa. La moglie Livia insegnante vi aprirà la Scuola Apollo 11. La firma dell'artista sulla facciata era visibile fino ai primi anni '10 dell'XI secolo,  sebbene l'edificio sia da tempo in rovina; oggi non è più visibile perché coperta da un murale . Molte storie si ascoltano su quella casa, che non era di sua proprietà come molti credevano, gioco forza, fu costretto a lasciarla come abitazione poco dopo il terremoto del 1980, lo studio vi resterà fino all'inizio degli anni 90. Una cosa è certa l'artista amava molto quella casa e poiché anche le case hanno un'anima, la casa amava lui.
Dal 1988 abiterà a via G.Lorenzo Bernini nº45, l'ultimo studio è sito nell'abitazione, dove risiede la moglie Livia. La coppia molto unita, avrebbe compiuto 50 anni di matrimonio nel 2010.
La casa è l'espressione dell'artista, con le sue opere, le sue onorificenze, i tanti libri, il suo pianoforte, il suo cavalletto con su l'ultimo quadro incompiuto e l'ultima tavolozza.
In questo periodo, dal 1970 circa ha iniziato a collaborare con la rivista trimestrale di arte, cultura e scienza Tempo Nuovo il cui direttore era Luigi Santucci. Nella seconda metà degli anni settanta divenne responsabile di tale rivista, le cui illustrazioni inerenti ai diversi articoli riportavano graficamente le sue opere. Spesso da tale rivista tuttora sono prese le immagini di sue opere e utilizzate in testi scolastici tra cui Impius Miles ed altre antologie in uso per le scuole medie di primo e secondo grado per lo più edite dalla casa Editrice Ferraro. Ha partecipato alla rivista letteraria Contenuti edita a Cosenza e curata dal suo caro amico, professore, scrittore, letterato e giornalista Giuseppe Leonetti Micera. (Molte recensioni, dell'amico Leonetti Micera, sono riportate nelle pubblicazioni dell'artista.) Entrambi dalla seconda metà degli anni settanta crearono e diressero, la rivista settimanale Il Gruppo sempre edita a Cosenza.

## L'Arte Sacra
Particolare attenzione l'artista ha dedicato all'Arte Sacra. Ha partecipato a diverse edizioni della Biennale di Arte Sacra con il riconoscimento di essere tra i primi interpreti di tale arte. Nel 1975 sempre alla Biennale d'Arte Sacra sarà vincitore col "Primo Premio assoluto". Nel 1971 riceve la medaglia d'oro ed una benedizione particolare da Papa Paolo VI per il messaggio umanitario espresso nell'opera"I Superstiti". Nel 1983 riceve la Medaglia d'oro di Giovanni Paolo II per un'altra vittoria alla XII Biennale d'Arte sacra. Successivamente, parteciperà ad essa in varie forme ed espressioni per tutta la vita. Mettendo spesso la sua opera a disposizione dell'umanità, è stato l'autore del manifesto per la giornata Missionaria Mondiale del 1972. Ha fatto parte del Movimento Artistico Terzo Mondo (MATM) collegato alle attività missionare del PIME. Ha dipinto la Pala d'altare della Chiesa di S.Maria del Rosario a Fuscaldo Marina (CS) e successivamente una seconda opera l'Ultima Cena. Entrambi i dipinti sono tuttora visibili nella Chiesa.

## I grandi Cicli
A partire dal 1970 Berté ha iniziato a produrre opere pittoriche, o personali tematiche, frutto di un profondo studio, sugli autori e sulle loro opere (letterati, musicisti, filosofi, o grandi uomini del nostro tempo o di epoche passate), il cui messaggio Umanitario è giunto fino a noi ed è tuttora attuale. Tale studio approfondito sfociava in una lettura creativa in chiave pittorica ed in una personale inaugurativa, che si sarebbe ripetuta con nuove opere per diversi anni in località diverse e spazi espositivi diversi, dando così vita ad un "ciclo tematico", poiché, l'impegno nello studio, l'immedesimazione dell'artista nel pensiero dell'autore, la sua espressività artistica, necessitava di continuare ad evolversi, in rapporto allo studio e all'amore profuso, quasi una sorta di Inizio e di Fine che poteva essere successivamente ripreso negli anni, con modalità e approcci completamente diversi. Tali cicli erano comunque intervallati da altre mostre su svariati temi. Sembra come diceva il grande Critico d'arte, Piero Girace: "Berté non può stare senza dipingere", e alla domanda quando l'incontravi, di cosa si stesse interessando, ti rispondeva sempre un po' timidamente e sorridente: "Sto preparando una Mostra". I cicli si configurano come interpretazioni originali di autori, personaggi o eventi passati o contemporanei. Ogni ciclo spazia su un periodo di tre, quattro o più anni, suddivisi in una prima fase di studio e una seconda in cui il ciclo, ogni volta arricchito da nuovi dipinti, è presentato in diverse mostre. È da notare come i cicli si sovrapposero alla sua produzione di opere pittoriche "tradizionali" (o comunque non inserite in un ciclo) quali nature morte, marine, ritratti, paesaggi, soprattutto volti di alcuni personaggi celebri come Totò, Eduardo De Filippo ed Anna Magnani, che continuò incessante essendo l'artista molto prolifico (una valutazione conservativa stima a circa 3000 il numero di dipinti prodotti).
Nel 1970 dopo una serie di riconoscimenti comincia il suo primo vero Ciclo Tematico legato alla letteratura, con l'illustrazione dell'opera di Federico García Lorca. la personale fu curata in collaborazione con la Spagna, la famiglia Lorca, e si tenne all'Istituto di Cultura Spagnola "Santiago" di Napoli, con il nome di Omaggio a Federico Garcia Lorca, nel catalogo ogni dipinto è associato ai versi del poeta con una scelta precisa, costituendo un percorso nell'opera di Lorca illustrato e spiegato per mezzo della pittura. Nella prefazione dell'Omaggio Carlo Bo scrisse: Mi sembra che il pittore... abbia colto gran parte della poesia di Lorca o, per meglio dire, sia entrato direttamente nel cuore del grande poeta [...]. Le poesie, i commenti, le recensioni sono sempre poste nella pubblicazione nelle due lingue italiano e spagnolo. L'artista introdusse l'Opera con una frase di F.G.Lorca..Sarò sempre dalla parte di coloro che non hanno nulla, a cui viene negata persino la tranquillità di quel nulla .... Questa citazione spesso accompagnerà ed introdurrà altre opere tematiche.
Scrive Antonio Berté come introduzione alla sua opera: Non è stato un pretesto per me affrontare Garcia Lorca per recuperarlo, nel solito e ricorrente omaggio. Con sentimento e coscienza ho cercato di chiarire con lui i motivi più tremendi e più banali del nostro tempo.

Antonio Berté e il sindaco Maurizio Valenzi a Napoli per l'inaugurazione della mostra La Morte di Pietra.

L'anno successivo, 1971, con una personale alla galleria l'Isolotto di Napoli, fu presentato il ciclo I Superstiti. Ciclo dedicato alle grandi personalità del XX secolo il cui messaggio umanitario è sopravvissuto a loro ed è giunto fino a noi. Anche in questo caso ogni dipinto è accostato ad una frase o un verso. Le opere del ciclo dei " Superstiti" furono esposte in tutta Italia tra cui Palermo al Teatro Massimo.
Palermo diventerà una città molto amata dall'artista, per le sue affinità con Napoli.
Quindi di seguito i principali cicli dipinti dall'artista:
- Omaggio a Federico Garcia Lorca;
- I Superstiti;
- Il Manzoni di Antonio Berté;
- Commento a Kafka di Antonio Berté;
- Trenta dipinti per Umberto Giordano - presentato a Foggia, Palazzetto delle Arti;
- Viaggio Impossibile - presentato a Milano, Galleria La Prora;
- La Parigi di Antonio Berté;
- Kunst und Theatre - dedicato a Eduardo De Filippo e Pirandello - presentato a Stoccarda;
- La Morte di Pietra - presentato a Napoli, S.Chiara e poi in altre città;
- Terra di Nessuno (I);
- Terra di Nessuno (II) - presentato a Foggia, Palazzetto delle Arti;
- La Sabbia del Tempo - dedicato a Salvatore Di Giacomo;
- Omaggio a Totò;
- Alle cinque della sera - ciclo di serigrafie dedicato ancora a Federico García Lorca;
- La Divina Commedia - Icone;
- Itinerari dell'Anima;
- L'Infinito - dedicato a Giacomo Leopardi[15];

Tra questi il ciclo de La Morte di Pietra, una serie di dipinti ispirati al terremoto dell'Irpinia 1980, fu realizzato col Patrocinio di Comuni, Regioni e Ministero dei Beni Culturali ed esposto nella basilica di Santa Chiara a Napoli, al Palazzo Reale di Caserta, al museo di Avellino, a Salerno, e al teatro Massimo di Palermo.
Ha continuato sempre ad interpretare in modo originale l'arte di Totò, della Magnani, di Eduardo De Filippo. Uno studio particolare è stato dedicato alla regione Basilicata con la mostra Sassi e Nuvole (Matera 1973, Galleria Scaletta). Ha dipinto anche su lamina d'argento in un ciclo denominato Gli Argenti di Antonio Berté.

## Premi e riconoscimenti principali
- Accademico Tiberino, 1969;
- Cavaliere al Merito della Repubblica, 1981;
- Coppa del Presidente della Repubblica per l'"Omaggio a F. G. Lorca", 1970;
- Medaglia d'oro di Papa Paolo VI per il ciclo dei Superstiti, 1971;
- Medaglia d'oro del Presidente della Repubblica per l'Arte Sacra, 1979;
- Medaglia d'oro di Papa Giovanni Paolo II vincitore XII Biennale Nazionale di d'Arte Sacra, 1983;
- Medaglia d'oro del ministero della Difesa;
- Medaglia d'oro del ministero degli Interni;
- Coppa d'argento del ministero della Difesa;
- Coppa della Regione Campania, 1.mo premio UCAI, vincitore concorso sezione pittura, 1975;
- Premio Notorietà 1973;
- Medaglia d'oro della Biennale Modigliani;
- Premio "Ramoscello del Lauro d'oro", USAIBA, II biennale del trittico, 1967;
- Premio Nazionale "Nepetia", Amantea (CS), 1.mo premio, opera Il viaggio dell'uomo, 1974;
- Medaglia e coppa dell'Amm.ne Provinciale di Napoli;
- Medaglia d'oro Città di Foggia;
- Coppa dell'EPT di Cosenza;
- Targa della Città di Treviso per la biennale Modigliani;
- Coppa della camera di commercio di Brescia nel premio Desenzano del Garda;
- Trofeo d'argento "ABBA", Brescia;
- Trofeo "Vanvitelli", II edizione, Caserta, 1.mo premio assoluto (1978);
- Medaglia d'oro della città di Fondi, 1.mo premio Concorso internazionale di pittura e grafica, 1970;
- Trofeo Giacinto Gigante;
- Medaglia d'oro della "Tirrenia";
- Medaglia d'oro città di Roma, dell'Accademia di S.Marco per il 1.mo premio al maggio Romano, 1970;
- Targa del Ministero dei Beni Culturali per La Morte di Pietra, 1982;
- Trofeo Biennale di Venezia ricevuto da Arte Europa (1986);
- Terzo Premio Nazionale, Ruggero il Normanno, Città di Afragola, 1993.

Ha partecipato a numerosi concorsi di pittura vincendo il primo premio. Le mostre personali si sono tenute in tutta Italia e all'Estero. Sono da ricordare: Udine, Venezia, Trieste, Milano, Firenze, Roma, Palermo (della quale è Cittadino Onorario), Foggia, Bari, Lecce, Potenza ed all'Estero: New York, Parigi, Amsterdam ed Enschede (Paesi Bassi), Spagna, Stoccarda (Germania), Nuova Zelanda (Auckland e Wellington), Giappone.